# Дьявол возвращается
«Дьявол возвращается» (англ. Evil Remains / Trespassing) — американский слэшер 2004 года режиссёра Джеймса Мерендино. Фильм снят в коричневато-серых тонах. Премьера фильма состоялась 26 июля 2004 года.

## Сюжет
Карл Брайс убивает своего отца и сжигает заживо свою мать, а затем бесследно исчезает. Дом же семьи Брайсов находится на территории плантации, на которой работали рабы, а владелица этой плантации проводила над ними эксперименты. Студент Марк, занимающийся расследованием подобных мифов и исторических случаев, вместе с компанией друзей берётся за расследование этого дела и направляется в этот дом. Вскоре появляется и сам Карл Брайс, носящий на голове собачью маску.

## В ролях
| Актёр          | Роль          |
| -------------- | ------------- |
| Джефф Гэлпин   | Карл Брайс    |
| Мэриам Д'Або   | Линда Брайс   |
| Уилл Рокос     | Джон Брайс    |
| Дэниэл Гиллис  | Марк          |
| Эстелла Уоррен | Кристи Гудмэн |